# CBD部
CBD部（シービーディーぶ）は、CBDをはじめとしたカンナビノイドをテーマにしたコミュニティ。
運営会社は、Asabis株式会社（英: Asabis Inc. 読み: アサビス）。

## 概要
2020年8月に情報発信活動やメディア運営を開始。 2021年8月にAsabis株式会社として法人化。CBD/カンナビノイド産業に関するインフラ構築を掲げ、各種プロジェクトを運営。

## 沿革
- 2020年
  - 8月 - 情報発信活動を開始。[1]
  - 9月 - メディアを設立。
  - 12月 - オンラインシンポジウム CBD100に登壇。[2]
- 2021年
  - 1月 - CBDカオスマップ Vol.1を発表。
  - 2月 - CBDディレクトリをリリース。
  - 3月 - CBDアドベントカレンダー2021[3]を開催。
  - 7月 - CBDカオスマップ Vol.2を発表。
  - 8月 - CBDジャーニー Vol.1を開催。Asabis株式会社を設立。[4]
  - 12月 - CBDジャーニー Vol.2[5]を開催。
- 2022年
  - 1月 - CBDカオスマップ Vol.3[6]を発表。
  - 3月 - CBDジャーニー Vol.3を開催[7]。CBDアドベントカレンダー2022[8]を開催。
  - 7月 - CBDカオスマップ Vol.4を発表。[9]

## 主な事業内容

### コミュニティ事業
- CBD部 イベント[10]
- CBD部 LINEオープンチャット[11]

### メディア事業
- CBD部 比較クチコミサイト & インタビュー記事[12]
- CBDディレクトリ（CBD事業者名鑑）[13]
- CBDカレンダー[14]

### マーケットプレイス事業
- CBDジャーニー（英: CBD Journey）[15]
- サステナ便[16]